# Čembalo
Čémbalo (italijansko cémbalo, znan tudi pod francosko izposojenko klavecin) je glasbilo s tipkami, najpogostejši predhodnik klavirja iz obdobja med 16. in 18. stoletjem. Ima obliko današnjega klavirja, le da strune trzajo kratke trzalice, povezane s tipkovnico. Največja pomanjkljivost čembala je, da se z močjo udarca na tipko ne da spreminjati glasnosti tona; ta je vedno šibak. 
Razlika med čembalom in klavirjem je ta, da ima čembalo črne tipke na spodnjih tipkah, bele tipke pa ima na zgornjih tipkah (pri klavirju je ravno nasprotno). Če hočemo dobiti zvok čembala pri klavirju, na klavirske strune položimo zlato verižico. 
Čembalo je bil posebno priljubljen v dobi baroka. Skladbe za čembalo je ustvarjal tudi znani skladatelj Wolfgang Amadeus Mozart. V zlati dobi čembala, ki je segala od 17. do 18. stoletja, se je izoblikovalo več izdelovalskih šol čembala, med katerimi so najpomembnejše italijanska, flamska in francoska.